# Иоанн (Поммер)
Архиепи́скоп Иоа́нн (в миру Ива́н Андре́евич По́ммер, латыш. Jānis Pommers; 6 (19) января 1876, хутор Илзессалас, Венденский уезд, Лифляндская губерния — 12 октября 1934, Рига) — епископ Православной русской церкви, архиепископ Рижский и Латвийский, предстоятель Латвийской православной церкви.
Прославлен в лике святых Русской православной зарубежной церковью (РПЦЗ) в 1981 году, день памяти 12 октября (по юлианскому календарю) как священномученик Иоанн Рижский (лат. svētmoceklis Rīgas Jānis).
Прославлен в лике святых Русской православной церковью в 2001 году, память — 29 сентября (по юлианскому календарю).

## Биография
Родился в семье латышских крестьян; в детстве занимался крестьянским трудом. Его прадед был одним из первых латышей, принявших православную веру.
Окончил Рижское духовное училище (1891), Рижскую духовную семинарию (1897), Киевскую духовную академию со степенью кандидата богословия (1904).

### Преподаватель
В 1897—1899 годах — псаломщик в храме Живоначальной Троицы и заведующий приходской школой в селе Лаздона Лифляндской губернии.
В 1899—1904 годах — псаломщик в Свято-Троицком соборе города Либава Курляндской губернии (ныне Лиепая).
В 1903 году по совету протоиерея Иоанна Кронштадтского принял монашество.
С 1904 года — иеромонах, преподаватель Священного Писания в Черниговской духовной семинарии.
С 1906 года — инспектор Вологодской духовной семинарии. Проявив твёрдый характер, участвовал в успешном наведении порядка в этой семинарии в период революционных волнений, что способствовало его быстрому продвижению по службе.
С 1907 года — ректор Литовской духовной семинарии в сане архимандрита и настоятель Виленского Свято-Троицкого монастыря, председатель строительного комитета при нём, епархиальных училищного совета, издательского и паломнического комитетов, член Общества ревнителей русского исторического просвещения и совета Виленского православного Свято-Духовского братства, редактор его «Вестника» (1908), цензор проповедей, произносимых в храмах Вильны (1910), организатор крестных ходов в сельские храмы.
Награждён набедренником (1905), наперсным крестом (1907), орденами Святой Анны II степени (1909) и Святого Владимира III степени (1913).

### Епископ
С 11 февраля 1912 года — епископ Слуцкий, викарий Минской епархии.
4 апреля 1913 года — епископ Таганрогский и Приазовский, викарий Екатеринославской епархии.
С 7 сентября 1917 года — епископ Старицкий, викарий Тверской епархии.
С 22 апреля 1918 года — епископ Пензенский и Саранский.

В октябре 1918 года приговорён к расстрелу большевиками, но помилован как иностранный подданный. В октябре 1919 года на четыре месяца заключён в тюрьму за «участие в контрреволюционной организации». Успешно вёл борьбу с «народной» церковью, организованной в Пензе лишённым сана архиепископом Владимиром (Путятой), за что один из сторонников Путяты покушался на епископа Иоанна и ранил его в ногу. Верующие рабочие хотели на месте совершить самосуд над покушавшимся и его сообщником, и только решительное вмешательство епископа спасло им жизнь.

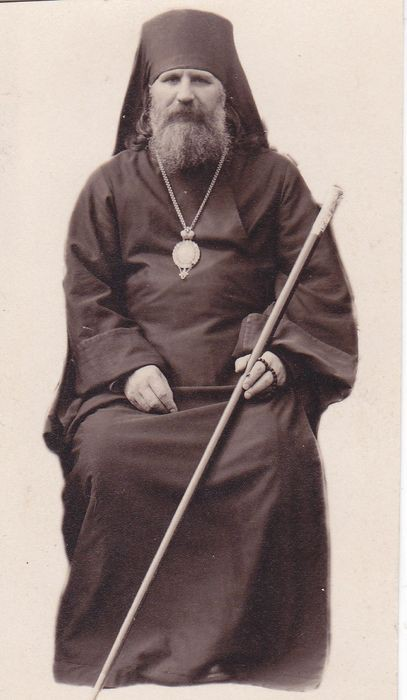

В августе 1920 года избран на кафедру архиепископа Рижского и всея Латвии. После долгих переговоров советская власть дала разрешение на выезд его из России.
По ходатайству епископа Иоанна Латвийская церковь получила автономию в составе Русской церкви: данное решение было утверждено 21 июня 1921 года патриархом Тихоном, Священным синодом и Высшим церковным советом.
24 июля 1921 года архиепископ прибыл в Ригу и был встречен крестным ходом у вокзала. Нашёл Латвийскую православную церковь в тяжёлом положении: многие приходы были без пастырей, опустевшие храмы запущены, церковное имущество расхищено, само положение Православной церкви в новопровозглашённом государстве было неопределённым.
В 1923 году по инициативе архиепископа Иоанна на первом Соборе Латвийской православной церкви был принят «Устав Православной Церкви в Латвии», упорядочивший церковную жизнь и административно, и экономически. Кроме того, устав обеспечивал всем членам Церкви без различия этнической принадлежности предусмотренные канонами права.
Первые годы своего архиерейства в Риге жил в подвале кафедрального собора в знак протеста против передачи прежней архиерейской резиденции католикам.
В 1926—1931 годах — депутат Латвийского сейма 3-го и 4-го созывов, в котором активно защищал интересы Православной церкви и нередко вступал в конфликты с представителями левых партий. В 1926 году добился принятия закона о юридическом положении Православной церкви в Латвии, в котором говорилось, что она имеет право «свободно и открыто проводить в жизнь» православное вероучение, гарантировались имущественные права церкви, разрешалось создание религиозных школ, учреждение православных обществ и союзов.
Во исполнение этого закона уже 1 декабря 1926 года была открыта Рижская духовная семинария. Кроме того, владыка решительно выступал в защиту интересов русского населения Латвии. При его участии были приняты законы, регламентирующие открытие русских учебных заведений, основные русские школы и гимназии стали получать пособия из фонда культуры. Увеличилось количество русских учебных заведений, были открыты народные библиотеки.
О заслугах архиепископа Иоанна в возрождении Православной церкви в Латвии свидетельствуют следующие цифры: в 1922 году в Латвии было 138 803 православных, а в 1935 году — уже 174 389. В Новой Латгалии (присоединённой к Латвии части бывшей Псковской губернии) удалось построить несколько новых церквей с открытием при них приходов (Яунлатгале, Гришина Гора, Родовое).
В 1927 году в переписке с заместителем патриаршего местоблюстителя митрополитом Сергием (Страгородским) Иоанн указал, что «руководимая им Латвийская церковь придерживается канонических правил и сохраняет духовную связь с Московским патриархатом, одновременно отмежёвываясь от декларации о лояльности к советской власти».
По свидетельству современника, «многочисленные враги, главным образом политические, энергично работали, оплетая вокруг него густую сеть интриг и распространяя по городу гнусную клевету, пятнавшую его доброе имя не только как пастыря Церкви, но и как человека».

### Гибель и погребение

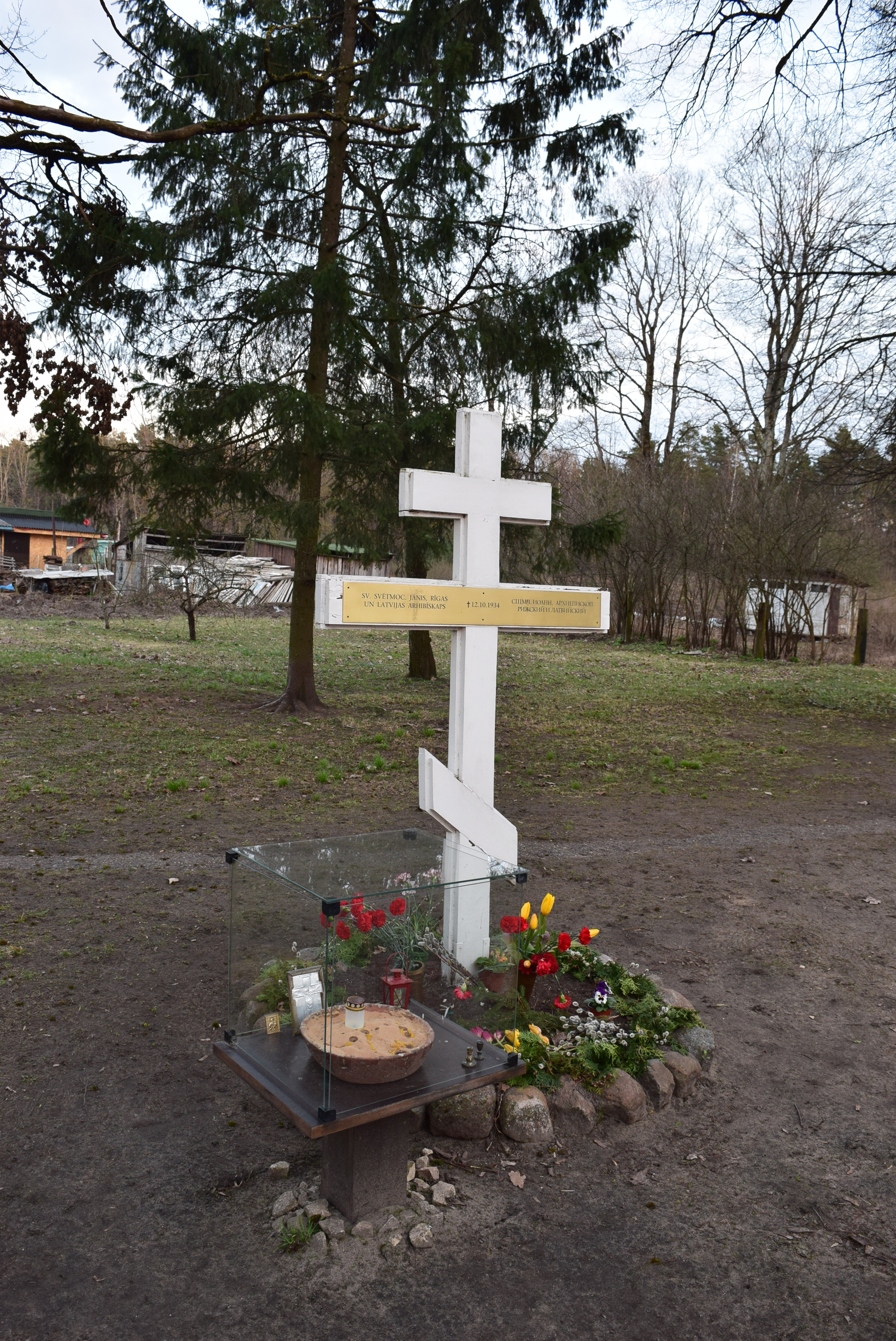
Памятный крест на месте гибели о. Иоанна

Был убит в ночь с 11 на 12 октября 1934 года на архиерейской пригородной даче в Озолмуйже (Озолкалнс; Эйхенбергская мыза у Кишозера — сейчас в черте города Риги), где 58-летний архиерей находился по предписанию врачей. Убийцы подвергли его истязаниям, после чего застрелили выстрелом в висок. Чтобы скрыть следы преступления, они подожгли дачу и скрылись. Согласно сообщениям в русской эмигрантской печати, владыка Иоанн стал «одной из жертв безбожного красного интернационала, выбирающего одного за другим из антибольшевистского стана самых опасных своих врагов». Отпевание возглавил митрополит Таллинский Александр (Паулус) (Константинопольский патриархат). В последних проводах архиепископа Иоанна приняло участие не менее 100 000 человек.
Был похоронен на Покровском кладбище Риги, близ Покровского храма; над его могилой в 1936 году по проекту Сергея Антонова архитектором Владимиром Шервинским была выстроена квадратная в плане кирпичная часовня-усыпальница. Владыка Иоанн был канонизирован РПЦЗ в 1981 году, РПЦ — в 2001 году.
Убийство владыки Иоанна до сих пор не раскрыто. Существует несколько версий причин гибели архиепископа. Согласно первой, он был убит сторонниками латвийского лидера Карлиса Улманиса за то, что выступал за сохранение канонических связей с Московской патриархией (после гибели владыки Иоанна Латвийская церковь перешла под омофор Константинопольского патриархата). Однако объективные доказательства этой версии отсутствуют — в латвийской политике владыка Иоанн был скорее союзником правительства в борьбе против левых сил.
Латвийский историк Сергей Мазур, исследовавший архивы Политического управления Латвии, высказывает версию о том, что убийство Иоанна могли совершить левые радикалы из крайнего крыла запрещённой тогда социал-демократической партии Латвии.
Ещё одна версия связана с возможными конфликтами внутри Латвийской церкви, в том числе с разногласиями между владыкой Иоанном и молодёжной организацией «Русское православное студенческое единение», являвшейся латвийским филиалом Русского студенческого христианского движения, действовавшего в среде русской эмиграции. В ходе расследования убийства архиепископа некоторые члены этой организации были ненадолго арестованы, а деятельность самого движения на территории Латвии прекращена по обвинению в русском шовинизме. Однако никакого подтверждения причастности членов РСХД к убийству архиепископа обнаружено не было.

А. В. Аносовская рассказывает о блюде с портретом Иоанна (Поммера), подаренном дому-музею Леонида Собинова в 2020 году

Наконец, последняя версия связывает убийство архиепископа Иоанна с деятельностью агентов советского НКВД, занимавшегося тогда ликвидацией антисоветского центра в Риге во главе с Поммером. Обращается внимание на тайные связи главы Латвийской церкви с православными верующими в СССР, от которых он получал сведения о гонениях на религию, что не могло не вызывать недовольство советского руководства, так как владыка был депутатом Сейма Латвии. Кроме того, архиепископ Иоанн был последовательным антикоммунистом и критиком просоветских сил в своей стране. По этой версии, за передачу в этот «центр» информации о массовых репрессиях в СССР в октябре 1934 года был убит в Риге оперный певец Леонид Собинов. Сергей Мазур также отрицает связь между смертью Собинова и убийством архиепископа, так как, по его мнению, в Риге имелась недвижимость родственников второй жены тенора, а также в связи с особенностями творческого облика певца, отсутствием личных связей между Собиновым и Поммером, как и тем, что Собинов к моменту смерти уже имел ряд хронических заболеваний, которые могли обостриться на фоне событий в Риге.

## Почитание и прославление
При подготовке канонизации новомучеников и исповедников, совершённой РПЦЗ в 1981 году, его имя было внесено в поимённый черновой список новомучеников и исповедников Российских. Поимённый список новомучеников и исповедников РПЦЗ, куда вошло и имя архиепископа Иоанна, был издан только в конце 1990-х годов.
Часовня на Покровском кладбище, где под спудом покоились его останки, была местом паломничества православных; архиепископ Иоанн был причислен к лику святых Сербской православной церковью.
17 июля 2001 года решением Священного синода Русской православной церкви был прославлен к общецерковному почитанию в Соборе новомучеников и исповедников Церкви Русской. 24 сентября в Риге на очередном Соборе Латвийской православной церкви было принято определение о канонизации священномученика Иоанна. 25 октября в Христорождественском соборе Риги были совершены литургия и чин канонизации.
4 октября 2003 года состоялось перенесение обретённых незадолго до того мощей из Покровского кладбищенского храма (улица Менесс, 3) в собор Рождества Христова.
27 мая 2006 года указами митрополита Рижского Александра были учреждены орден и медаль священномученика Иоанна Рижского.

## Сочинения
- Религиозное воспитание в дохристианском мире и в первые века христианства // ИР НБУВ. Ф. 304. Д. 1812.
- Речь при наречении во епископа // Церковные ведомости. Приб. 1912. — № 11. — С. 459.
- Письма в редакцию // Екатеринославский благовестник. 1917. — № 9/10.
- Слово в день погребения Святейшего Патриарха Тихона // Вера и жизнь. 1925. — № 5/6.
- Годовщина кончины патриарха Тихона; Речь в сейме // Вера и жизнь. 1926. — № 5-6.
- Труждающиеся и обремененные; Чем потешаются; О Руси страждущей; Речь на открытии памятника в Режице // Вера и жизнь. 1927. — № 1-2, 11.
- Память жертв лихолетья; Противоядие; Заговор // Вера и жизнь. 1928. — № 1, 4, 7.
- Слово в Великий Пяток // Вера и жизнь. 1931. — № 5.
- Молитесь за усопших! // Православная Русь. 1974. — № 22.
- Проповеди и статьи. Мысли // Феофан (Пожидаев), игум. Колокол на башне вечевой. — М., 2005. — С. 187—286.
- Проповедь // Журнал Московской Патриархии. 2015. — № 2.
- На страстном пути Иова. Избранные труды и документальные свидетельства. — М., 2018.